# السوق (ظلمة)

تعديل مصدري - تعديل

السوق  هي إحدى حارات حي ظلمة بمدينة ظلمة أحد مدن محافظة إب، بلغ تعداد سكانها 673 نسمة حسب تعداد اليمن لعام 2004.